# Lihula
Lihula è una città dell'Estonia occidentale, nella contea di Läänemaa, capoluogo del rispettivo comune rurale. Amministrativamente non esistono distinzioni tra la città e il suo contado.

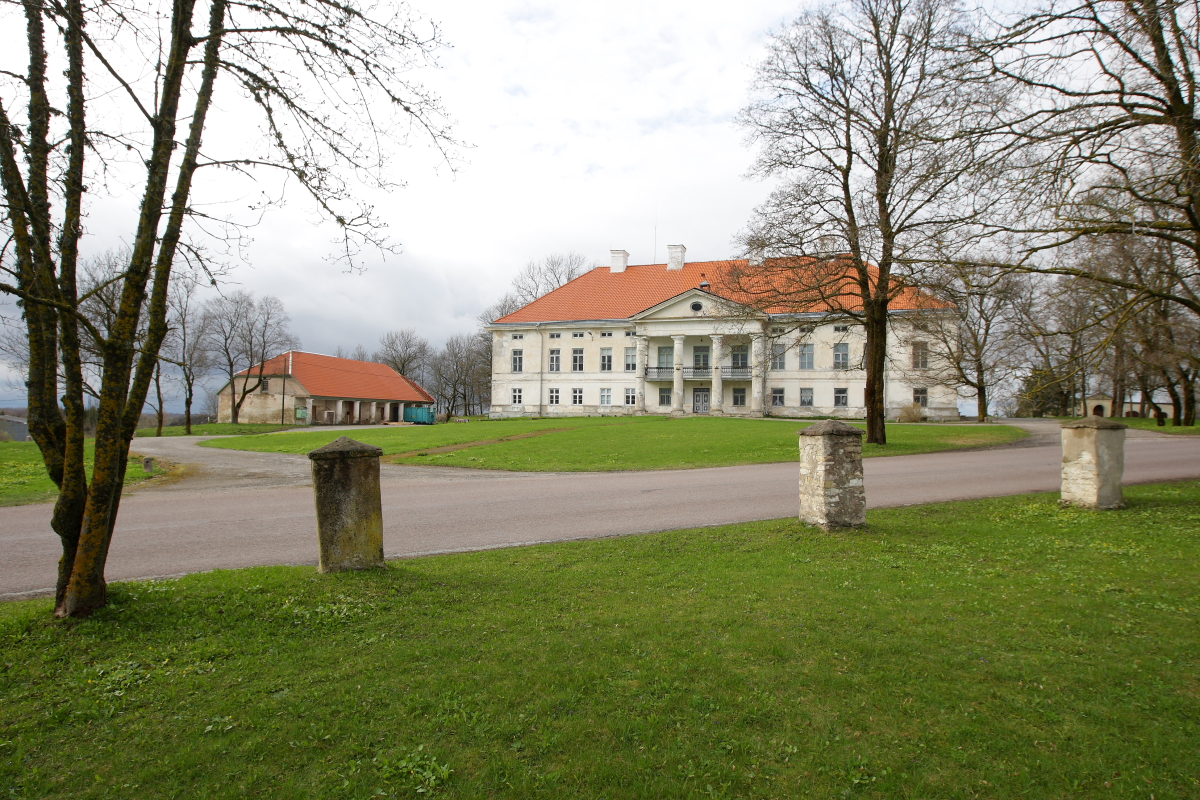
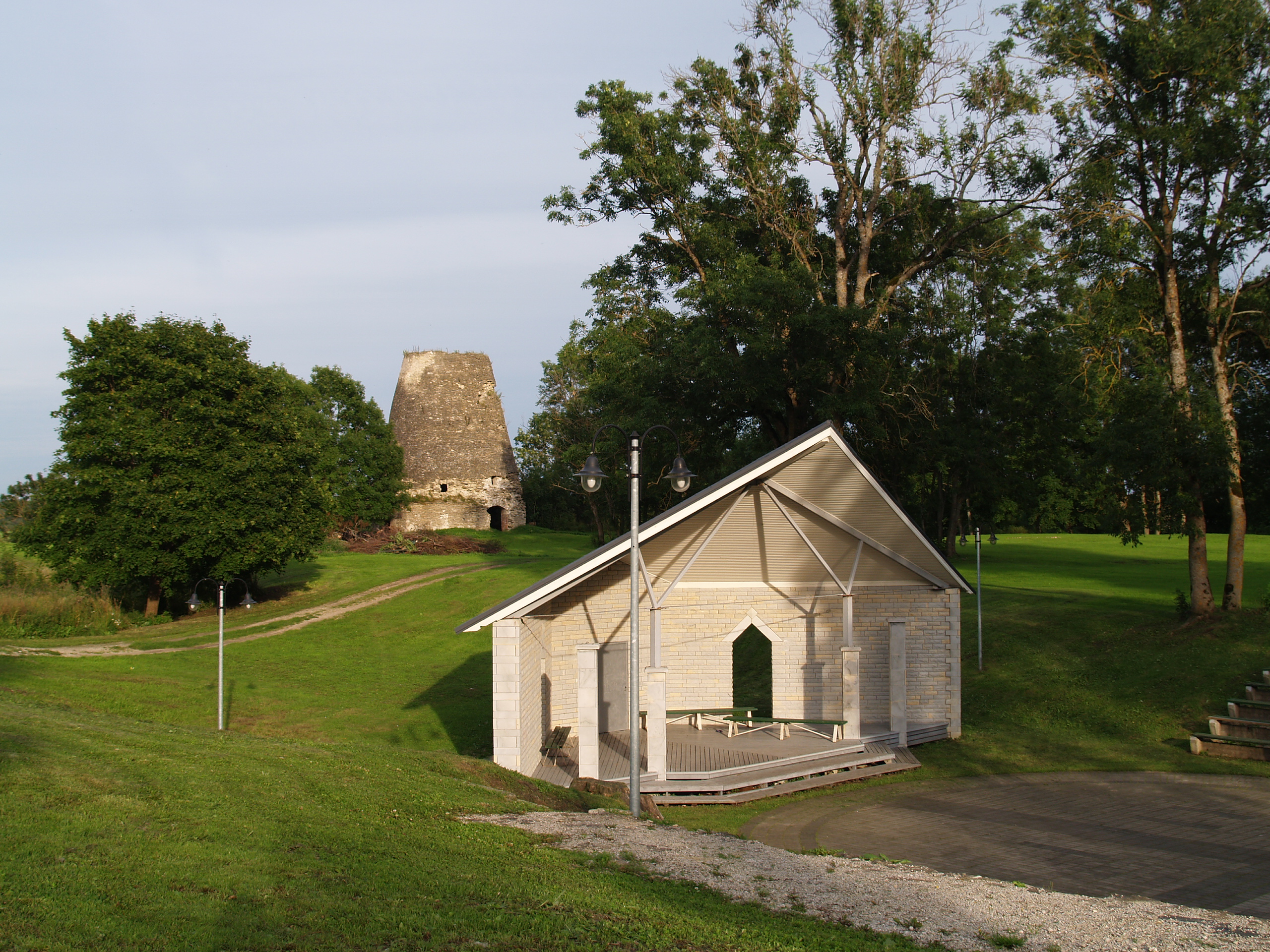
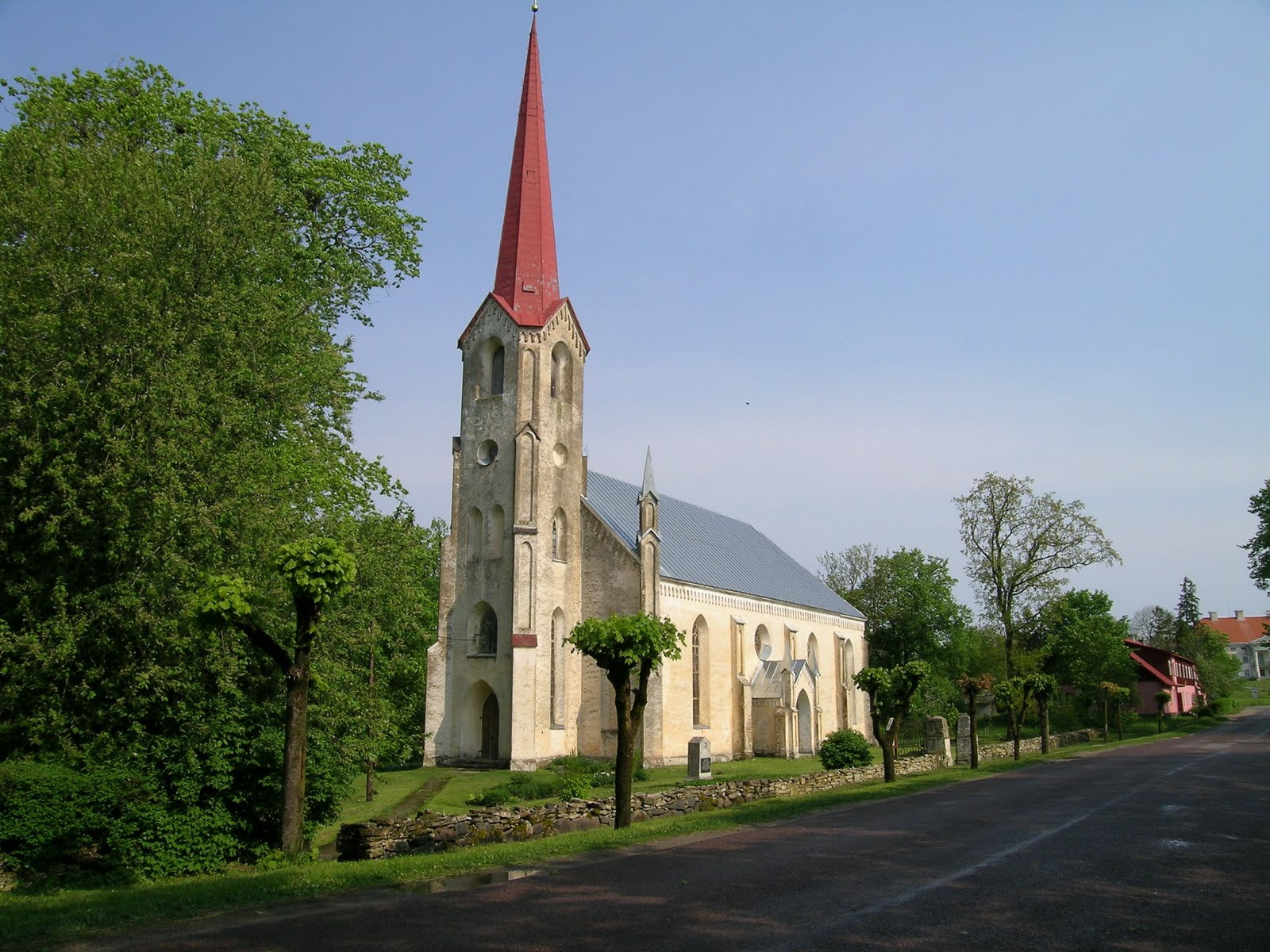
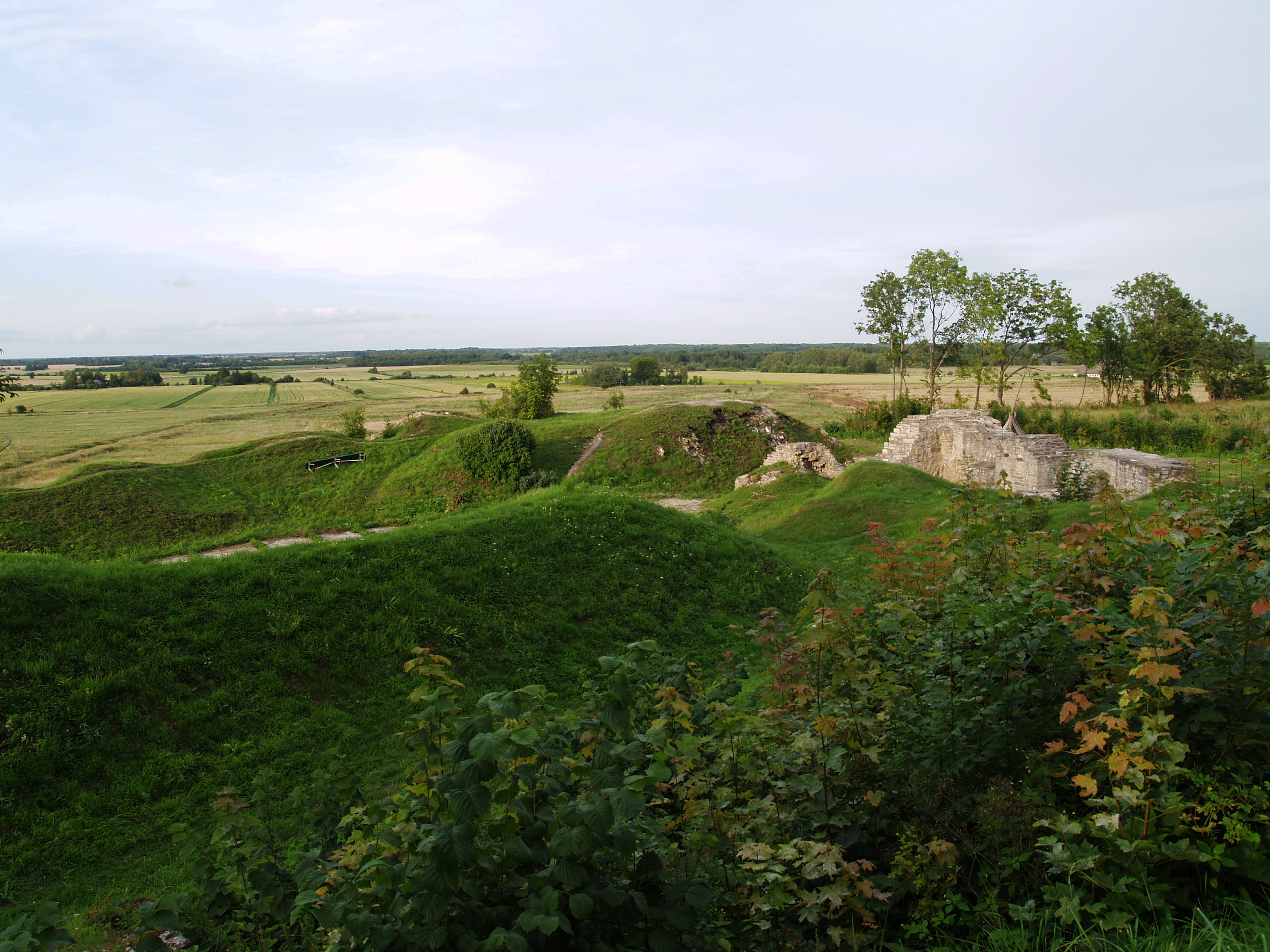